# سمبل توقير
سمبل توقير (من مواليد 15 نوفمبر 2003) هي ممثلة هندية معروفة بعملها في الإنتاج التلفزيوني والسينمائي الهندي. سبب شهرتها هو دورها القيادي لـ Imlie، في المسلسل التلفزيوني ستار بليس ايميلي  (2020) و IAS Kavya Bansal في المسلسل التلفزيوني Sony Entertainment Television Kavya - Ek Jazbaa، Ek Junoon  (2023).
ضهوره الاول على الشاشة الفضية مع الممثل الهندي أنوبهاف سينها وفي 2019، لعبت دور أمالي. شاركت أيضًا في برنامج تلفزيون الواقع الهندي بيڨبوس (الموسم الهندي 16) (2022) وحصلت على المركز السابع بشكل عام.

## وصلات خارجية
- سمبل توقير على موقع IMDb (الإنجليزية)